# Jajrom (Verwaltungsbezirk)
Jajrom (persisch شهرستان جاجرم) ist ein Schahrestan in der Provinz Nord-Chorasan im Iran. Er enthält die Stadt Jajrom, welche die Hauptstadt des Verwaltungsbezirks ist. 

## Demografie
Bei der Volkszählung 2016 betrug die Einwohnerzahl des Schahrestan 36.673. Die Alphabetisierung lag bei 84 Prozent der Bevölkerung. Knapp 65 Prozent der Bevölkerung lebten in urbanen Regionen.
| Zensusjahr | Einwohnerzahl |
| ---------- | ------------- |
| 2011       | 36.898        |
| 2016       | 36.673        |